# Яков Зеведеев
Яков Зеведеев, наричан още и Яков Стари (на гръцки: Ιάκωβος; на латински: Iacobus; на английски: Saint James или James, son of Zebedee или James the Greater), e един от дванадесетте апостоли на Иисус Христос и признат за християнски светец. Апостол Яков е роден в Палестина и е убит през 44 година в Йерусалим. Яков Зеведеев е брат на Йоан Богослов.

## В Новия Завет
Според Евангелието Яков заедно с баща си и брат си е бил рибар. В Евангелието от Матей (4,21) и Марк (1,19) се разказва за живота на двамата братя-апостоли.
В Евангелията братята Яков и Йоан се наричат синове Зеведееви по името на техния баща Зеведей, а също така според евангелист Марко (Мк 3,17), Иисус наричал братята Воанергес (в превод: синове на гърма), очевидно заради силния и поривист характер.
В литературата Яков Зеведеев често е наричан и Яков Стари, за да го отличат от апостол Яков Алфеев, който от своя страна е наричан Яков Млади.
Яков е споменат в списъка на апостолите в Евангелието от Матей (10,2), в Евангелието от Марк (3,17), в Евангелието от Лука (6,14), а също и в Деяния на светите апостоли (1,13).
Свети Яков заедно с брат си и апостол Петър са най-приближените ученици на Иисус Христос. Заедно с Петър и Йоан той е свидетел на възкресението на дъщерята на Яир (Марк 5,37; Лука 9,51). Само тримата са свидетели на Преображенето Господне (Матей 17,1; Марк 9,2 и Лука 9,28).
След Възкресението и Възнесението Господне Яков се появява на страниците на Деяния Апостолови. Той заедно с другите апостоли е изпълнен със Светия Дух в деня на Петдесетница (Деян 2,1 – 4), и участва в устройството на първите християнски общини. В Деянията се съобщава за неговата смърт (12, 1 – 2), според които цар Ирод Агрипа „убил Якова, брата на Йоан, с меч“. Следвайки текста по-нататък, това се е случило през 44 г. Апостол Яков е единственият апостол, чиято смърт е описана на страниците на Новия Завет.

## Почитане
В Католическата църква паметта на апостол Яков Зеведеев се чества на 25 юли, а Българската православна църква чества неговата памет на 30 април
Съгласно предание мощите на апостола са пренесени в Испания, в град Сантяго де Компостела. Постепенно възниква легенда, че Свети Яков е проповядвал на Пиренейския полуостров, което исторически е неправдоподобно.
През 11 век поклонението до Сантяго (Ел Камино, на испански: El Camino) придобива статут на второ по значимост след това до Светите земи.
В чест на апостол Яков е наречена столицата на Чили – Сантяго де Чиле, а също и много градове на Иберийския полуостров и в Латинска Америка.